# Donji Dobrić
Donji Dobrić (srp. Доњи Добрић) je naselje na zapadu središnje Srbije. Administrativno pripada općini Loznica u Mačvanskome okrugu.

## Stanovništvo
Prema popisu iz 2002. godine, u Donjem Dobriću živi 1438 stanovnika od kojih je 1084 punoljetno. Prema popisu iz 1991., u Donjem Dobriću je živjelo 1563 stanovnika. Prosječna starost stanovništa iznosi 36,9 godina (36,6 kod muškaraca i 37,1 kod žena). U naselju ima 442 domaćinstva, a prosječan broj članova domaćinstva je 3,25.
Prema popisu iz 2002. godine, Donji Dobrić gotovo u potpunosti naseljavaju Srbi.
| broj stanovnika | 1783  | 1841  | 1817  | 1839  | 1695  | 1563  | 1438  |
|                 | 1948. | 1953. | 1961. | 1971. | 1981. | 1991. | 2002. |